# Ульга (Карагандинская область)
Ульга́ (каз. Үлгі) — село в Бухар-Жырауском районе Карагандинской области Казахстана, входит в состав Умуткерского сельского округа. 

## География
Населённый пункт расположен в северо-восточной части Бухар-Жырауского района, в 17,3 километрах (по автодороге) к западу от административного центра сельского округа села Умуткер, в 53 километрах к северо-востоку от районного центра посёлка Ботакара и в 115 километрах к северо-востоку от областного центра города Караганда. Соседние сёла: Умуткер в 13 километрах к востоку, Курама в 14 километрах к юго-западу. Транспортное сообщение осуществляется по автомобильной дорогой областного значения КМ-12 «Акбел—Умуткер км 0-36,3». Высота центра — 579 метров над уровнем моря.

## Население
| Численность населения | Численность населения | Численность населения | Численность населения |
| 1989                  | 1999                  | 2009                  | 2021                  |
| --------------------- | --------------------- | --------------------- | --------------------- |
| 457                   | ↘365                  | ↘250                  | ↘68                   |